# Dorothy Garrodová
Dorothy Garrod, celým jménem Dorothy Annie Elizabeth Garrod (5. května 1892 – 18. prosince 1968) byla britská archeoložka, která se specializovala na období paleolitu. V letech 1939–1952 zastávala funkci profesorky archeologie na Univerzitě v Cambridgi a byla první ženou, která zastávala funkci profesorky na oxfordské nebo cambridgeské univerzitě.

## Biografie
Její otec byl lékař a genetik Archibald Garrod. Narodila se a studovala archeologii v Oxfordu, měla již jeden titul z historie z Cambridge. V letech 1925–1926 prováděla archeologický výzkum v Gibraltaru (při odkrývání nánosů prehistorické pláže byly nalezeny neandrtálské kosti a nástroje z období moustérienu) a roku 1928 vedla vykopávky v jižním Kurdistánu.
Poté spolu s Dorotheou Bate vedla vykopávky v pohoří Karmel (současný Izrael), kde objevila řadu osídlení nejstaršího paleolitu, středního paleolitu a epipaleolitu. V letech 1929 až 1934 zde prozkoumala řadu jeskyní s vrstvami bohatými na nálezy. Její práce přispěla k poznání natufijské a kebarijské kultury v oblasti.
V roce 1938 prozkoumávala jako první paleolitické naleziště v bulharské jeskyni Bacho Kiro.
Roku 1939 se stala profesorkou archeologie v Cambridge, kde působila do roku 1952, kromě konce 2. světové války, kdy sloužila v Ženských pomocných leteckých sborech.
Dorothy Garrod byla první ženou, která získala profesuru v Cambridge. Roku 1952 byla zvolena do British Academy a roku 1965 byla vyznamenána řádem britského impéria (CBE).